# 路德维希一世 (黑森大公)
路德维希一世（Ludwig I，1753年6月14日—1830年4月6日），黑森的第一任大公。1806年前为黑森-达姆施塔特领地伯爵，称路德维希十世，1806年升为黑森大公。

## 生平
路德维希是黑森-达姆施塔特领地伯爵路德維希九世与妻子普法尔茨-茨魏布吕肯-比肯菲尔德的卡洛琳的长子，1753年6月14日生于勃兰登堡的普伦茨劳（Prenzlau）。他的祖辈详见下表：
| 黑森大公路德维希一世 | 父亲： 黑森-达姆施塔特领地伯爵路德维希九世     | 祖父： 黑森-达姆施塔特领地伯爵路德維希八世                         | 祖父之父： 黑森-达姆施塔特领地伯爵恩斯特·路德维希                      |
| 黑森大公路德维希一世 | 父亲： 黑森-达姆施塔特领地伯爵路德维希九世     | 祖父： 黑森-达姆施塔特领地伯爵路德維希八世                         | 祖父之母： 勃蘭登堡-安斯巴赫的多蘿西亞·夏洛特                          |
| 黑森大公路德维希一世 | 父亲： 黑森-达姆施塔特领地伯爵路德维希九世     | 祖母： 哈瑙-里希坦伯格的夏洛特                                     | 祖母之父： 哈瑙-里希坦伯格伯爵約翰·萊因哈德三世                        |
| 黑森大公路德维希一世 | 父亲： 黑森-达姆施塔特领地伯爵路德维希九世     | 祖母： 哈瑙-里希坦伯格的夏洛特                                     | 祖母之母： 勃蘭登堡-安斯巴赫的多蘿西亞·弗蕾德里克                      |
| 黑森大公路德维希一世 | 母亲： 普法尔茨-茨魏布吕肯的卡羅琳，“大女伯爵” | 外祖父： 普法尔茨-茨魏布吕肯公爵、比肯菲尔德行宫伯爵克里斯蒂安三世 | 外祖父之父： 普法尔茨-茨魏布吕肯公爵、比肯菲尔德行宫伯爵克里斯蒂安二世 |
| 黑森大公路德维希一世 | 母亲： 普法尔茨-茨魏布吕肯的卡羅琳，“大女伯爵” | 外祖父： 普法尔茨-茨魏布吕肯公爵、比肯菲尔德行宫伯爵克里斯蒂安三世 | 外祖父之母： 拉波尔特施泰因女伯爵卡塔琳娜·阿嘉泰                       |
| 黑森大公路德维希一世 | 母亲： 普法尔茨-茨魏布吕肯的卡羅琳，“大女伯爵” | 外祖母： 拿骚-萨尔布吕肯的卡羅琳                                   | 外祖母之父： 拿骚-萨尔布吕肯伯爵路德维希·克拉夫特                      |
| 黑森大公路德维希一世 | 母亲： 普法尔茨-茨魏布吕肯的卡羅琳，“大女伯爵” | 外祖母： 拿骚-萨尔布吕肯的卡羅琳                                   | 外祖母之母： 霍亨洛厄-朗根堡的菲利品妮·亨利埃特                        |

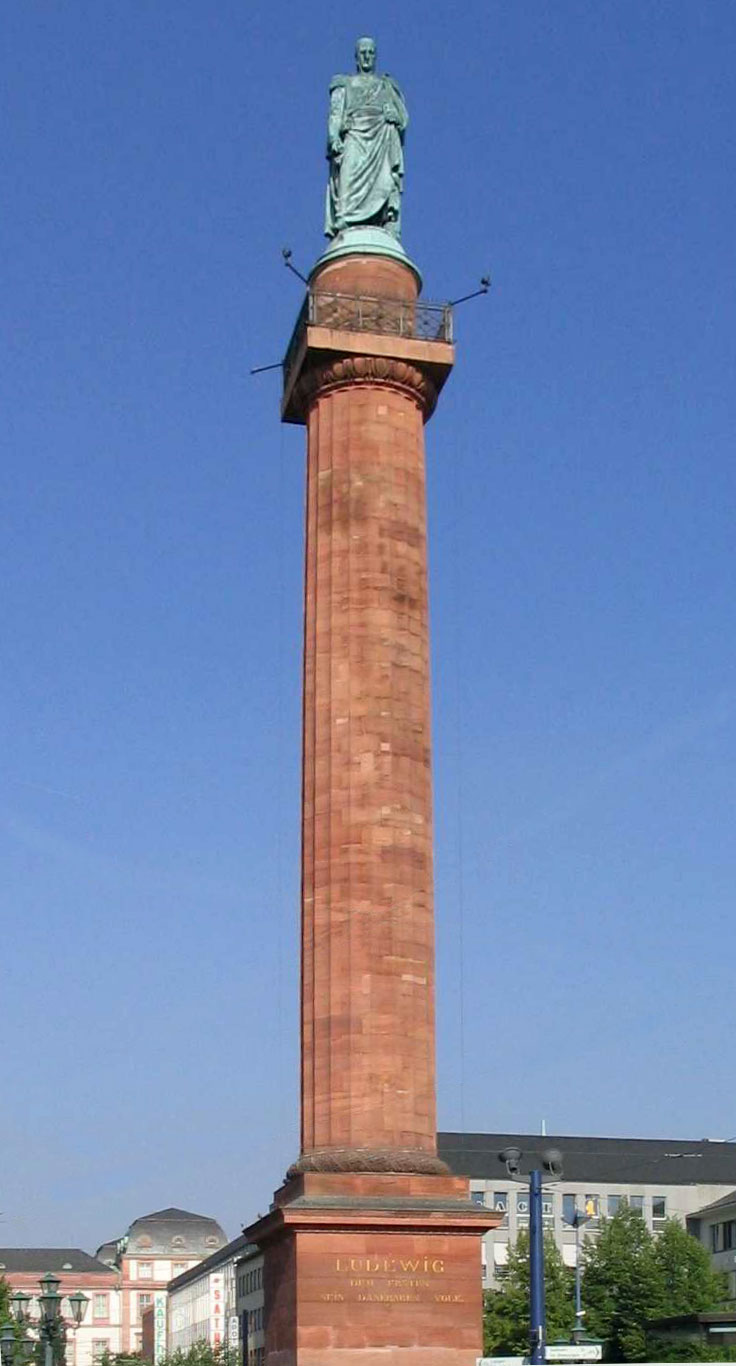
达姆施塔特路易丝广场上的路德维希纪念塔

1790年，路德维希的父亲去世，他继承了父亲的领地和爵位成为黑森-达姆施塔特领地伯爵路德维希十世。
在1792年的反法战争中，路德维希十世都站在反对法国的一方，但在1799年却保持中立。通过1803年的《帝国代表重要决议》（Reichsdeputationshauptschluss）黑森-达姆施塔特得到了神圣罗马帝国时代属于科隆选侯国的威斯特法伦公国和美因茨选侯国的部分领地，使黑森-达姆施塔特的领土大幅增加。由于和拿破仑的联盟，黑森-达姆施塔特于1806年成为黑森大公国加入莱茵联邦。路德维希十世于同年8月13日成为黑森大公，称路德维希一世。
1813年的战争中，路德维希一世支持消灭了数万黑森战士的拿破仑。直到莱比锡战役之后，黑森加入了第六次反法同盟。
维也纳会议上，黑森大公国被迫将威斯特法伦的领土让给普鲁士，但得到沃尔姆斯、阿尔载、宾根、美因茨等被称为莱茵黑森的领地。黑森大公国于1816年更名黑森和莱茵河畔大公国（或称黑森和莱茵河左岸大公国）。1806年被并入黑森大公国的黑森-霍姆堡于1815年获得独立，与黑森和莱茵河畔大公国一起加入德意志邦聯。
1820年，路德维希一世给了他的国民一部比较自由的宪法。路德维希一世在1828年改组了政府，并加入了普鲁士关税同盟（当时只有普鲁士王国、安哈尔特公国和梅克伦堡-什未林大公国三个成员），这是德意志關稅同盟（Deutscher Zollverein）的前身。
路德维希一世于1830年4月6日在达姆施塔特去世，终年76岁。长子路德维希继承了他的王位。
1844年，为了纪念路德维希一世，在达姆施塔特最大的广场路易丝广场上树立了高达33米的柱子，柱子顶端是路德维希一世的铜像。这根柱子被称作“长路德维希”（Langer Ludwig，见右图）。

## 婚姻与子女
路德维希一世于1777年2月19日与他的堂妹，叔父格奥尔格·威廉的三女儿黑森-達姆施塔特的路易絲（1761年2月15日—1829年10月24日）结婚，有五子一女：
- 长子路德维希（1777年12月26日—1848年6月16日），路德维希一世的继承人。
- 长女路易丝（Luise，1779年1月16日—1811年4月18日），1800年嫁给安哈尔特-克滕的路德維希，是安哈尔特-克滕公爵路德维希·奥古斯特的母親。
- 次子格奥尔格（Georg，1780年8月31日—1856年4月17日），1804年娶卡羅琳·托洛克·德·申德罗（Caroline Török de Szendrö）。这次婚姻是贵贱通婚，卡羅琳被封为尼达女亲王。
- 三子腓特烈（Friedrich，1788年5月14日—1867年3月16日），终生未婚。
- 四子埃米爾（Emil，1790年9月3日—1856年4月30日），终生未婚。
- 五子古斯塔夫（Gustav，1791年12月18日—1806年1月30日），早逝。